# Якуб Монтовтович
Якуб Монтовтович — волинський боярин литовського походження, син Михайла Монтовтовича.

## Із життєпису
Із січня 1508 по лютий 1529 року згадується на уря́ді старости кременецького, що його раніше посідав старший брат Юрій Монтовтович. 1508 р. «сподобився» жалуваної грамоти на місто Млинів із цілою волостю.
Фігурує в судовому спорі з волинськими зем'янами Зеньком і Микитою Чариковськими щодо належності маєтності Золочав (вирок винесений на його користь) і як учасник соймика Волинської землі, що 1527 р. проходив в Луцьку.
Дружина — Маргарита N. Діти:
- Андрій;
- Іван (Ян) Коблинський;
- Марина — дружина Анджея Ляшича Стшемілецького;
- Ганна.